# 吉田常吉
吉田 常吉（よしだ つねきち、1910年〈明治43年〉3月11日 - 1993年〈平成5年〉3月19日）は、幕末維新史専攻の日本史学者。元東京大学・駒澤大学教授、日本歴史学会理事。

## 経歴

### 出生から戦前
1910年3月11日、東京府東京市（現在の東京都区部）で生まれた。東京市立四谷第二尋常小学校、四谷尋常高等小学校を経て、府立第六中学校(現・新宿高等学校)に入学。三年時から義兄の宮良當壯の下に寄宿。1928年に國學院大學予科に入学し、1930年に國學院大學文学部史学科に進んだ。大学では、植木直一郎、松本愛重に師事した。1933年3月、國學院大學の大学学部国史学科を卒業。卒業論文は、「平安朝時代における出産風俗の研究」であった。
卒業後は、植木直一郎の推薦により文部省傘下の維新史料編纂事務局に勤務。。戦時中、貴重資料・図書と共に福島県（福島経済専門学校、のち飯坂温泉近郊）に疎開した。

### 戦後
戦後は東京大学史料編纂所（室長・部長）に長く勤務。長く文部事務官であったが、東京大学助手に転じ、講師、次いで助教授へと昇任。1969年に東京大学教授となった。停年退職後は國學院大學講師（1971-1973年）、青山学院大学大学院講師（1972-1981年）を委嘱され、1975年、駒澤大学大学院文学部教授に就いた。1987年3月末の停年まで大学院の研究科で日本史学専攻主任を勤めた。1993年（平成5年）3月19日、心不全のため死去した。満83歳没。

## 研究内容・業績
- 専門は明治維新をはさむ江戸末期から明治時代初期。唐人お吉、安政の大獄などについて研究を行った。
- 1967年（昭和42年）のNHK大河ドラマ『三姉妹』では時代考証を担当した。孝明天皇毒殺説の反対者でもある。

## 家族・親族
- 義兄：宮良當壯 - 宮内省図書寮に勤務し、その傍らで琉球諸語の研究を行っていた。

## 著作

### 単著
- 『井伊直弼』吉川弘文館(人物叢書) 1963
  - 新装版 1985年
  - オンデマンド版　2024年[1]
- 『唐人お吉 幕末外交秘史』中央公論社(中公新書) 1966
- 『安政の大獄』吉川弘文館(日本歴史叢書) 1991
  - 新装版 1996年[2]
- 『幕末乱世の群像』吉川弘文館 1996[3]

### 校訂など
- 『航海日記』村垣淡路守範正著、時事通信社(日米両国関係史) 1960
- 『蝦夷日誌』松浦武四郎著、時事通信社(時事新書) 1962
  - 改訂版 1984年

1. 上巻「東蝦夷日誌」
2. 下巻「西蝦夷日誌」

- 『蝦夷草紙』最上徳内著、時事通信社(時事新書) 1965
- 『史談会速記録 総索引』原書房 1976
  - オンデマンド版 2004年
- 『幕末政治論集』(日本思想大系 56) 佐藤誠三郎共編、岩波書店 1976
- 『吉田松陰』(日本思想大系 54) 共編、岩波書店 1978
- 『幕末下級武士の記録』山本政恒著、校訂、時事通信社 1985